# Elvis Hajradinović
Elvis Hajradinović (* 1. August 1972) ist ein ehemaliger mazedonischer Fußballspieler, der heute als Spielerberater arbeitet.

## Karriere
Elvis Hajradinović kam 1990 von Vardar Skopje nach Deutschland zum 1. FC Kaiserslautern. 1990/91 wurde er Deutscher Meister mit dem FCK, ohne in jener Spielzeit zum Einsatz gekommen zu sein. In derselben Saison kam er mit der A-Jugend ins Finale der Deutschen A-Jugendmeisterschaft 1990/91. In seiner Zeit bei den Pfälzern von 1990 bis 1993 stand er immer im Profikader, absolvierte jedoch nur ein einziges Spiel in der Bundesliga: Am 9. Spieltag der Saison 1991/92 in der Partie gegen Borussia Dortmund im heimischen Fritz-Walter-Stadion (4:0) wurde er in der 75. Minute eingewechselt. 1993 wechselte er zu den Amateuren von Borussia Dortmund. Von 1994 bis zum Karriereende 1998 spielte er für TuS Paderborn-Neuhaus (heute SC Paderborn 07), den Wuppertaler SV und Rot-Weiss Essen in der Regionalliga West/Südwest.

## Erfolge
- Westfalenpokalsieger: 1996